# Risperidon

Strukturformel för risperidon

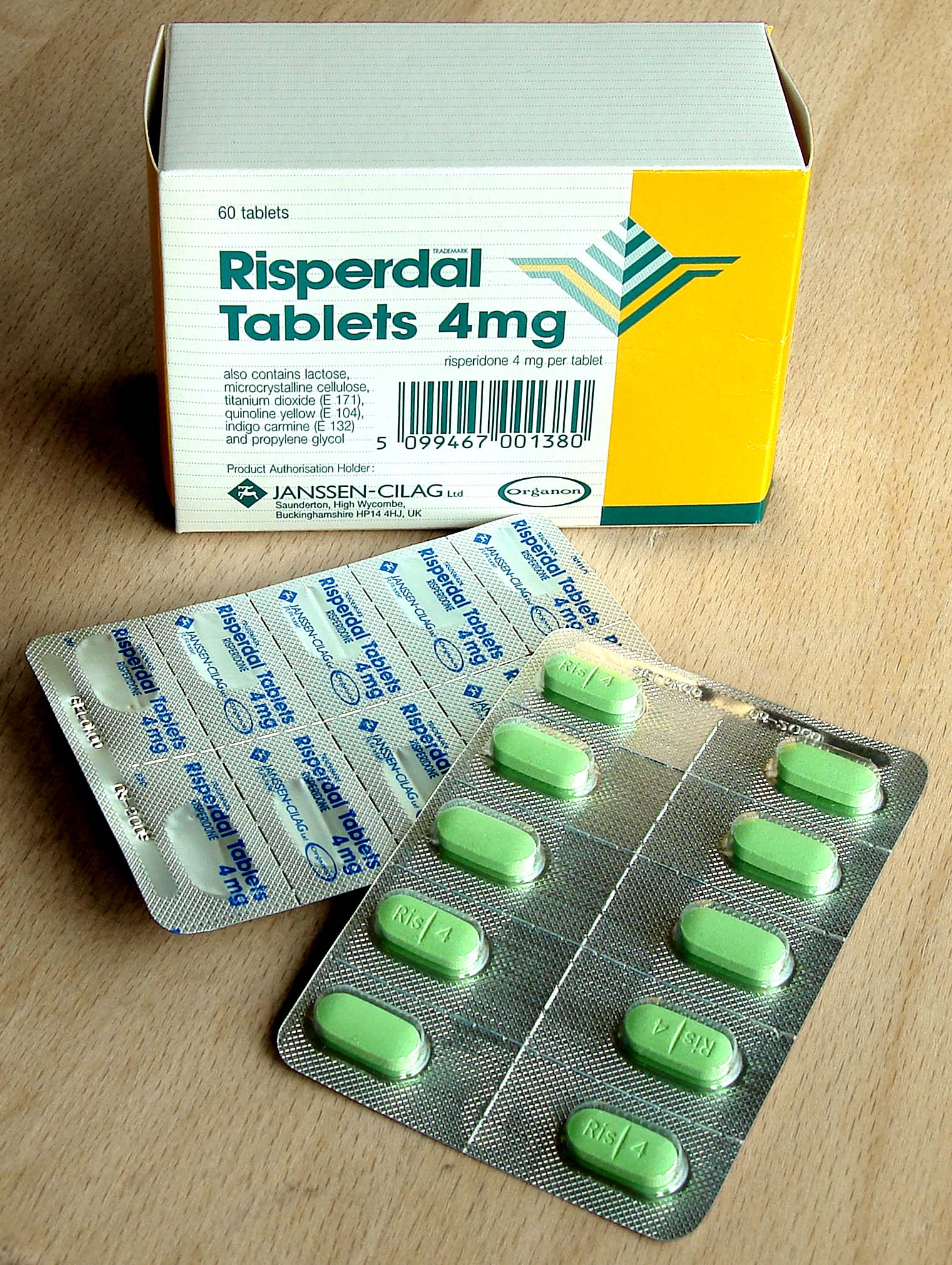
Risperdaltabletter

Risperidon är ett atypiskt antipsykotiskt läkemedel framtaget av Janssen-Cilag och lanserat 1993. Det används huvudsakligen för att behandla schizofreni, bipolär sjukdom samt irritabilitet och olika beteendestörningar relaterade till autism. Läkemedlet tas antingen via munnen eller som injektion i en muskel. Dess verkningsmekanism är inte fullt kartlagd, men tros vara relaterad till dess förmåga att agera dopaminantagonist.
Risperidon säljs dels av tillverkaren själv, och kallas då Risperdal, men sedan patentet gick ut 2008 förekommer även generika, och då kallas läkemedlet helt enkelt för Risperidon eller Risperidone följt av läkemedelsbolagets namn.
Injektionsformen kallas Risperdal Consta, den är långverkande och håller i ungefär två veckor.

## Användning
Likt andra atypiska antipsykotika kan risperidon även användas för att behandla maniska skov och blandade episoder hos patienter med bipolär sjukdom. Läkemedlet används också för att behandla beteendestörningar vid demenssjukdomar, såsom svår oro, ångest och hallucinationer.
Behandling med risperidon hos dementa patienter har dock blivit ifrågasatt i riktlinjer från Socialstyrelsen, och bland äldre personer med psykos som en följd av demens kan läkemedlet öka risken för dödsfall. I USA har läkemedelsbolaget Janssen och moderbolaget Johnson & Johnson blivit stämda för att ha marknadsfört risperidon som behandling för demens, ilska och ångest, bland annat – användningar som inte var godkända av läkemedelsmyndigheten FDA.

### Off label-förskrivning
Lägre doser av läkemedlet har också visat sig effektivt vid behandling av utagerande eller självskadande beteende hos barn och ungdomar med svårare former av Aspergers syndrom och autism, men bör i dessa fall endast användas av läkare med särskild kompetens beträffande barnneuropsykiatriska tillstånd. 
Som andra atypiska antipsykotika har den också använts på icke godkända diagnoser för behandling av ångestsjukdomar, som tvångssyndrom, allvarlig, behandlingsresistent depression med eller utan psykotiska drag, Tourettes syndrom och grava beteendestörningar hos barn. 
I bl.a. USA använder man även läkemedlet mot ångest vid behandlingsresistent ätstörning, bl.a. anorexia nervosa. Även effekt på indikationen bulimi har visats.

## Effektivitet
I en meta-analys från 2013 jämfördes 15 antipsykotiska mediciner avseende effektivitet vid behandling av schizofrena symtom, rankade risperidon fyra, och demonstrerade hög effektivitet.

## Farmakologi
I Risperidons molekylstruktur återfinns strukturer som till exempel benzisoxazol och piperidin. Risperidon är ett benzisoxazolderivat.

### Farmakodynamik
Risperidon är en potent antagonist på de postsynaptiska Dopamin D2-receptorna, men verkar också som antagonist på den serotonerga 5-HT2A-receptorn.

### Farmakokinetik
Risperidon har en genomsnittlig halveringstid på cirka 20 timmar.
Risperidon når maximal plasmakoncentration snabbt oavsett om det tas i form av lösning eller tablett. Den starka dopaminblockerande effekten kan ge upphov till illamående vid aktiviteter som normalt triggar utflöde av dopamin, såsom att äta en måltid eller att få orgasm. Risperidon metaboliseras relativt snabbt, vilket gör att illamåendet vanligen försvinner inom två till tre timmar.

## Biverkningar
Vanliga biverkningar är rörelseproblem, sömnighet, synsvårigheter, förstoppning och viktuppgång. Allvarliga biverkningar kan vara den potentiellt permanenta rörelsestörningen: tardiv dyskinesi, malignt neuroleptikasyndrom, ökad risk för självmord, och högt blodsocker. Bland äldre personer med psykos som en följd av demens kan läkemedlet öka risken för dödsfall. Det är oklart om läkemedlet är säkert vid användning under graviditet. Även hyperprolaktinemi kan förekomma och kan då ge sexuella biverkningar hos vissa individer.

## Historik
Forskning på risperidon påbörjades under 1970-talet och det godkändes för försäljning i USA under slutet av år 1993.
Patentet för risperidon upphörde i Sverige den 29 december 2008, vilket öppnat marknaden för generiska preparat. Risperidon hörde till de tio mest sålda läkemedlen i Finland 2004.
Risperidon syntetiserades år 1984. Risperidon hade studerats först i klinisk prövning år 1986 och godkänt av FDA sent 1993. Risperidon nådde marknaden 1994.